# 티끌모아 로맨스
"티끌 모아 로맨스"는 2011년에 개봉한 대한민국의 영화이다.

## 캐스팅
- 한예슬 : 구홍실 역
- 송중기 : 천지웅 역
- 이상엽 : 양관우 역
- 신소율 : 하경주 역
- 이재원 : 태우 역
- 이용주 : 창근 역
- 문세윤 : 시삽 역
- 라미란 : 주인아줌마 역
- 김경태 : 도박꾼 1 역
- 한근섭 : 이사청년 역
- 이동희 : 편의점알바 역
- 김동현 : 구홍실 부 역 (특별출연)